# Jemmal
Jemmal (جماّل in arabo) è una città della Tunisia, nel governatorato di Monastir.